# Râul Zagonul Mic
Râul Zagonul Mic este unul din cele două brațe care formează Râul Zagon. 